# Palazzo Bottarelli
Palazzo Bottarelli è un palazzo del XVII secolo, situato nella frazione di Picedo a Polpenazze del Garda. Costruito nel 1623 domina il centro storico della frazione.
Oggi, edificio privato della famiglia Bottarelli, sede dell'Azienda Agricola Bottarelli (dal 1937) che produce vino della Valtenesi e  olio del Garda. Saltuariamente la famiglia mette a disposizione il palazzo per delle rappresentazioni teatrali.